# Robert Griesemer
Robert Griesemer (9 giugno 1964) è un informatico svizzero.
È conosciuto per il suo contributo al linguaggio di programmazione Go insieme a Rob Pike e Ken Thompson. Prima di Go ha lavorato al motore V8 di Google, al linguaggio Sawzall, alla macchina virtuale di Java HotSpot e al sistema Strongtalk.